# Habib Koité
Habib Koité, född 27 januari 1958, är en musiker från Mali. Han är en av landets mest framgångsrika musiker. Oftast spelar han tillsammans med bandet Bamada.

## Diskografi
- Muso Ko SD (1991)
- Ma Ya CD (1998)
- Baro CD (2001)
- Foli! (Live!) cd (2004)
- Afriki (2007)